# Tate George
Tate Claude George (ur. 29 maja 1968 w Newark) – amerykański koszykarz, występujący na pozycji rozgrywającego.

## Osiągnięcia
Na podstawie, o ile nie zaznaczono inaczej.
NCAA
- Mistrz:
  - turnieju:
    - National Invitation Tournament (NIT – 1988)
    - konferencji Big East (1990)

  - sezonu regularnego konferencji Big East (1990)
- Uczestnik rozgrywek Elite 8 turnieju NCAA (1990)
- Zaliczony do III składu Big East (1990)

Drużynowe
- Mistrz CBA (1994)